# Giacomo Perinetti
Giacomo Perinetti, auch Jacob Perinetti oder Jacopo Perinetti (* unbekannt; † vor dem 4. Januar 1716 in Dorstadt bei Wolfenbüttel) war ein italienischer Stuckateur der Barockzeit. Sein Hauptwerk sind die zwischen 1708 und 1714 entstandenen Stuckaturen in Schloss Blankenburg.

## Leben

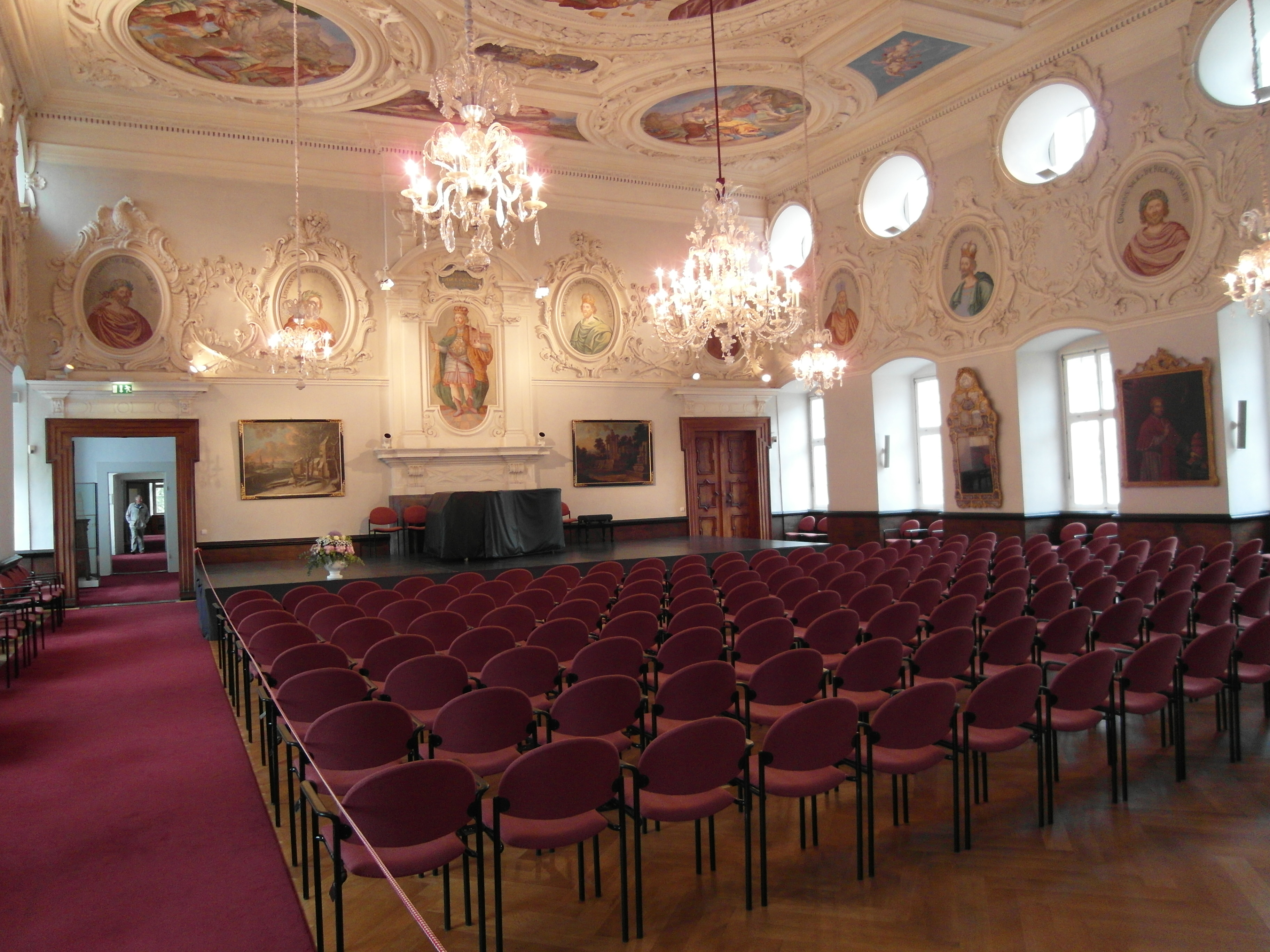
Stuckarbeiten Perinettis im Kaisersaal von Schloss Corvey

Über das Leben Giacomo Perinettis ist wenig überliefert. Er ist vor allem über seine künstlerische Tätigkeit in mehreren Schlössern im Fürstentum Braunschweig-Wolfenbüttel nachweisbar. Der Sohn von Filippo Perinetti stammte vermutlich aus dem zwischen Como und Lugano gelegenen oberitalienischen Val d’Intelvi. Aus diesem Gebiet um den Ort Laino stammten über mehrere Generationen die sogenannten Comasker Stuckateure. Vermutlich war er in Venedig tätig, bevor er von 1672 bis 1673 gemeinsam mit Paolo Maria Ferabosco am Schloss Luisental (bereits 1725 abgebrochen) in Arolsen, der Residenzstadt der Grafen und Fürsten von Waldeck-Pyrmont, arbeitete. Von 1673 bis 1685 war er an der von Nicolao de Montalbano († 1695) geleiteten barocken Erweiterung des Osnabrücker Schlosses (Innenräume zerstört) beteiligt.

### Tätigkeit in Hannover
Es schloss sich von 1685 bis 1689 eine Tätigkeit am Leineschloss in Hannover an, wo er gemeinsam mit Dossa Grana die prächtige Stuckdecke im Rittersaal (im Zweiten Weltkrieg zerstört) schuf. In Hannover setzte Perinetti im Jahr 1700 gemeinsam mit dem Hofbaumeister Brand Westermann die Fassaden der Grotten und Kaskaden im Großen Garten instand.

### Tätigkeit im Fürstentum Braunschweig-Wolfenbüttel
Ab 1696 ist er im Fürstentum Braunschweig-Wolfenbüttel nachweisbar, wo er den Festsaal, die Appartements, das Orangerie- und das Galeriegebäude in Schloss Salzdahlum (zerstört) stuckierte. Vermutlich hatte Perinetti zuvor Kontakt zum braunschweigischen Baumeister Hermann Korb, da er nachfolgend in mehreren Schlössern im Fürstentum tätig war, die unter der Leitung Hermann Korbs und Johann Balthasar Lauterbachs entstanden oder umgebaut wurden. Im Residenzschloss Wolfenbüttel stattete er die Appartements, das Speisegemach und den Redoutensaal mit Stuckaturen aus. Davon sind lediglich die Stuckarbeiten in den Appartements erhalten. In Wolfenbüttel schuf Perinetti weiterhin Stuckaturen im Festsaal des Palais von Münchhausen (erhalten) und in der Bibliotheksrotunde (zerstört). Nachweisbar ist seine Arbeit am Castrum doloris für Herzogin Elisabeth Juliane († 1704). Eine weitere Wirkungsstätte Perinettis war Schloss Salder, wo er den Festsaal und die Appartements ausschmückte. Diese Arbeiten sind erhalten. Ebenfalls erhalten sind seine zwischen 1708 und 1714 in Schloss Blankenburg entstandenen Arbeiten, so die Ausstattungen des Kaisersaals des Alten Flügels, der Appartements, der Kirchenflügel der Kirche und diejenigen der Turmflügel.
Außerhalb des Fürstentums Braunschweig-Wolfenbüttel war er unter anderem in Schloss Hundisburg (Stuckaturen zerstört) bei Haldensleben tätig. Im Jahr 1696 nahm Perinetti für – erhalten gebliebene – Stuckarbeiten Aufmaß im Lüneburger Schloss, welches unter Leitung des Architekten Domenico Antonio Rossi († 1737) entstand. Daneben stattete er für Graf Friedrich Christian von Schaumburg-Lippe den Weißen Saal (erhalten) des Schlosses Bückeburg aus. Sämtlich erhalten sind auch seine Arbeiten in den Herrenhäusern in Destedt, Brüggen, Achim und Niedersickte. Seine Arbeiten in der Klosterkirche Dorstadt, die seinerzeit zum Hochstift Hildesheim gehörte, sind nicht erhalten. In Schloss Corvey stuckierte er den 1704 eingeweihten Kaisersaal (erhalten). Von 1706 bis 1710 arbeitete er gemeinsam mit Hermann Korb am Neubau von Schloss Pyrmont. Eine seiner letzten Arbeiten waren die 1715 durchgeführten Stuckierungen der St.-Antonius-Kirche in Hasselfelde. Dieser Bau Hermann Korbs bestand bis 1834.
Perinetti wurde am 4. Januar 1716 in der Kirche des katholischen Klosters Dorstadt bestattet.